# ثيول سور مير
ثيول سور مير (بالفرنسية: Théoule-sur-Mer)‏ هي بلدية فرنسية تقع في إقليم الألب البحرية من منطقة بروفنس ألب كوت دازور في جنوب شرق فرنسا. تبلغ مساحة هذه المدينة 10.49 (كم²)، وترتفع عن سطح البحر 10 م، يبلغ عدد سكانها 1556 نسمة حسب إحصاء المعهد الوطني للإحصاء والدراسات الاقتصادية سنة 2009 م. وترأس Daniel Mansanti البلدية خلال فترة (2001-2008).

## وصلات خارجية
- صفحة البلدية على موقع المعهد الوطني للإحصاء والدراسات الاقتصادية